# Bačič
Bačič je priimek v Sloveniji, ki ga je po podatkih Statističnega urada Republike Slovenije na dan 1. januarja 2010 uporabljalo 127oseb in je med vsemi priimki po pogostosti uporabe uvrščen na 3.507. mesto.

## Znani nosilci priimka
- Geza Bačič, politolog, politik...
- Martina Bačič, botaničarka